# التمثيلية التحزيرية

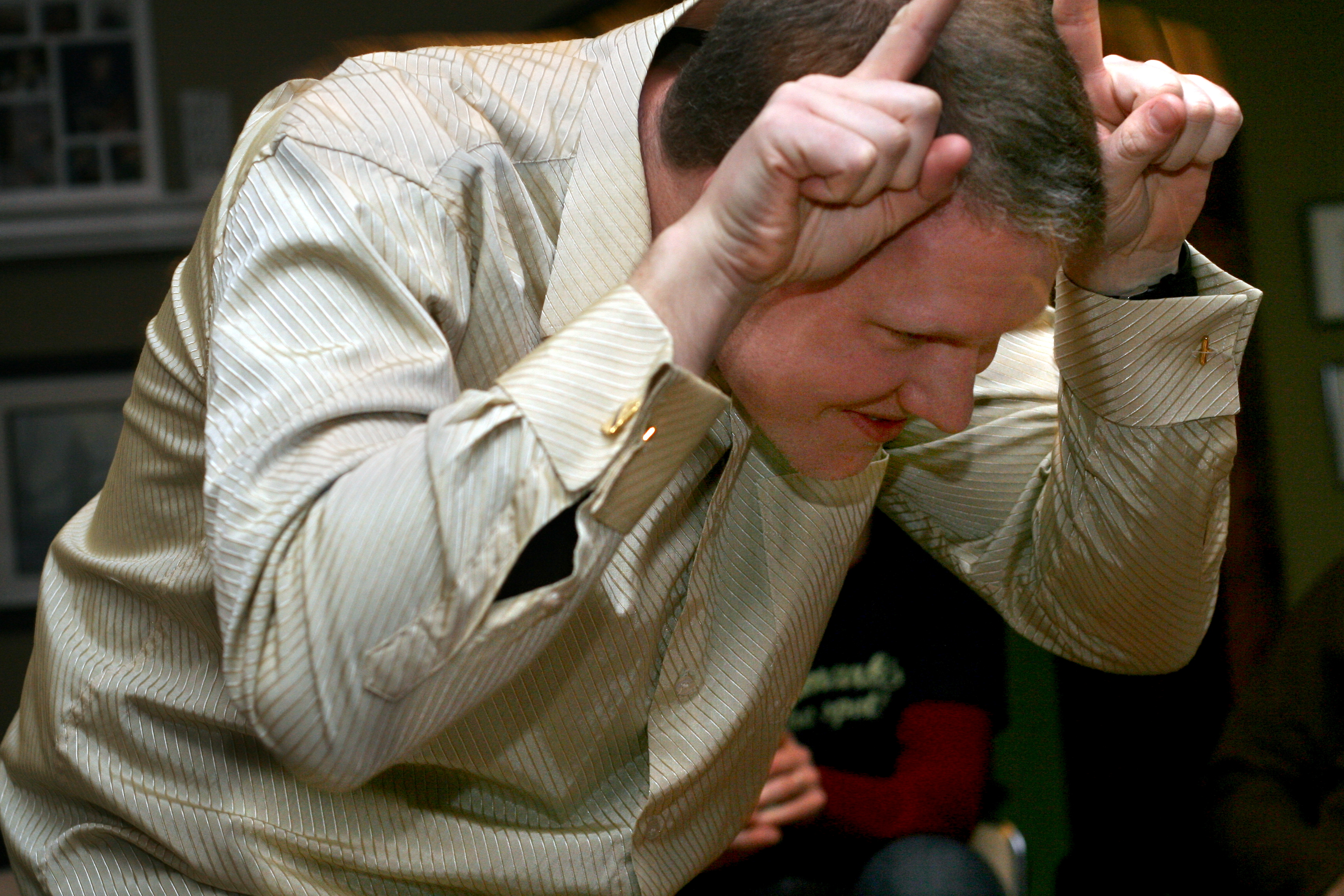
رجل يُمثل تمثيلية تحزيرية، ربما يصف بها اسم حيوان ذي قرنين.

التّمثيليَّة التَحْزِيْرِيَّة هي لعبةٌ يُطلب بها من أحد اللاعبين تَمثِيل كلمةٍ أو عبارةٍ ما بالحركات الإيمائية وبدون كلام أمام المشتركين باللعبة الذين يتوجب عليهم أن يحزروها. كانت هذه اللعبة محور البرنامج التلفزيوني المصري من غير كلام الذي بُثَّ في التسعينيات، وغيره من البرامج التلفزيونية التي تسمي اللعبة أيضاً باسم بدون كلام.